# USB-stick

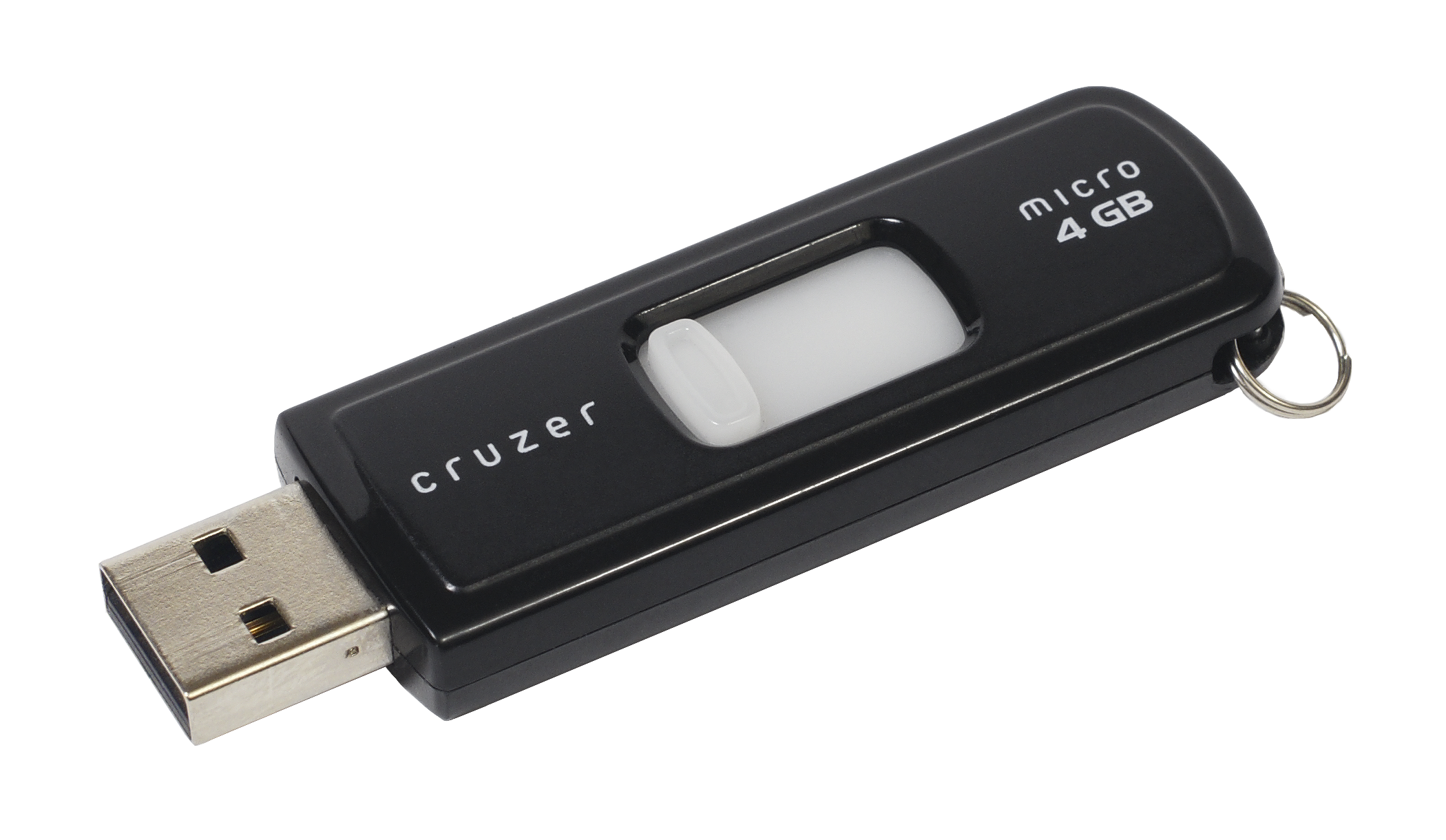
Een USB-stick

Een USB-stick, ook: geheugenstick, USB-staaf, memorystick of insteekgeheugen, is een extern opslagmedium in de vorm van een staafje van enkele centimeters, dat door middel van een USB-poort op de computer kan worden aangesloten. In de stick zit flashgeheugen, dat voor de opslag zorgt.
De Indiër Ajay Bhatt ontwikkelde de USB-standaard. Intel heeft het patent op de technologie voor USB, maar heeft de rechten vrijgegeven.
De USB-stick kan direct in de USB-aansluiting op een apparaat of USB-hub worden gestopt, waardoor bestanden van en naar dit medium kunnen worden gekopieerd of verplaatst. De USB-stick heeft geen interne energiebron, het krijgt stroom via de USB-aansluiting van het apparaat waar het op aangesloten is.
Geheugenkaarten hebben dezelfde functie als USB-sticks, maar kunnen door hun vorm als geheugen in bijvoorbeeld een fototoestel worden gebruikt. Memorystick is synoniem voor USB-stick, maar Memory Stick is een merknaam van Sony.

## Geschiedenis
USB-sticks zijn kleine sticks (meestal ongeveer 1,3 cm breed en 4,0 cm lang) die zeer grote hoeveelheden informatie kunnen opslaan. Vanaf 2009 konden de grote USB-sticks 128 GB bevatten. Kleine sticks (2 tot 8 GB) zijn goedkoop en algemeen verkrijgbaar. Daardoor konden vrij grote hoeveelheden gegevens heel gemakkelijk en draagbaar worden opgeslagen en vanwege de aanwezigheid van USB-poorten (Universal Serial Bus) met een bijna universele toegankelijkheid.

### Vóór de USB
Voorafgaand aan de USB-sticks was het lastig om grote hoeveelheden gegevens te verplaatsen. Cd-schrijftechnologie was tot eind jaren negentig vrijwel niet beschikbaar op personal computers; de grootste algemeen beschikbare draagbare opslagmedia waren diskettes (floppy disks) die maximaal 1,44 megabytes konden bevatten. Grote bestanden van meer dan 1,44 MB moesten op veel diskettes worden opgedeeld of op dure en zelden compatibele schijven met hoge dichtheid worden geplaatst, zoals zip-schijven. Die vereiste speciale, dure hardware, die hun populariteit beperkte.

### Overzicht van de USB-standaard
USB 1.0 werd in 1995 geïntroduceerd door een werkgroep van computerbedrijven, waaronder Intel, Compaq, Microsoft en IBM. Hun bedoeling was om de vele gespecialiseerde connectoren die pc's op dat moment hadden te standaardiseren en om een standaard apparaat verbindingsprotocol te ontwikkelen. Het eerste USB-product werd uitgebracht in 1996 en tegen 1998 werd de standaard op grote schaal toegepast. In 2000 werd de USB 2.0-standaard uitgebracht. De tweede generatie USB had een veel snellere gegevensoverdrachtssnelheid.

### USB-sticks van de eerste generatie
De eerste commercieel verkrijgbare USB-stick was de "ThumbDrive", die in 2000  door Trek Technology in Singapore werd geproduceerd. Later dat jaar kwam IBM met zijn eigen model, de "DiskOnKey".
Binnen twee jaar brachten meer dan een dozijn bedrijven USB-sticks op de markt, wat tot een strijd om het patent leidde. In 2002 verkreeg het Chinese bedrijf Netac Technology het fel begeerde Chinese patent voor de stick. Trek Technology probeerde een aantal rechtszaken tegen concurrerende fabrikanten van USB-sticks. In 2006 verbood een rechtbank uit Singapore met de uitspraak de concurrenten van Trek niet langer USB-sticks te verkopen, maar later dat jaar beval een Britse octrooirechtbank de intrekking van het Britse patent van Trek op de stick.

### USB 2.0
De USB 2.0-hardwarestandaard werd in 2000 aangekondigd, maar deze was tot 2003 niet algemeen verkrijgbaar. Deze stick had een aanzienlijk grotere snelheid van de gegevensoverdracht, ongeveer 30 keer wat USB 1.0 kon doen (ongeveer 30 MB/seconde, in tegenstelling tot 1 MB/seconde op USB 1.0). De capaciteit van USB-sticks is gestaag toegenomen, waardoor hogere overdrachtsnelheden die uitbreiding alleen maar aanmoedigden, zodat de eerste USB-sticks met een capaciteit van 1 gigabyte in 2004 verkrijgbaar waren.

## Werking
De afbeelding hieronder toont het binnenste van een USB-stick. Bij de meeste is wel een led aanwezig. Een schakelaar voor schrijfbeveiliging ontbreekt vaak.
1. USB-stekker

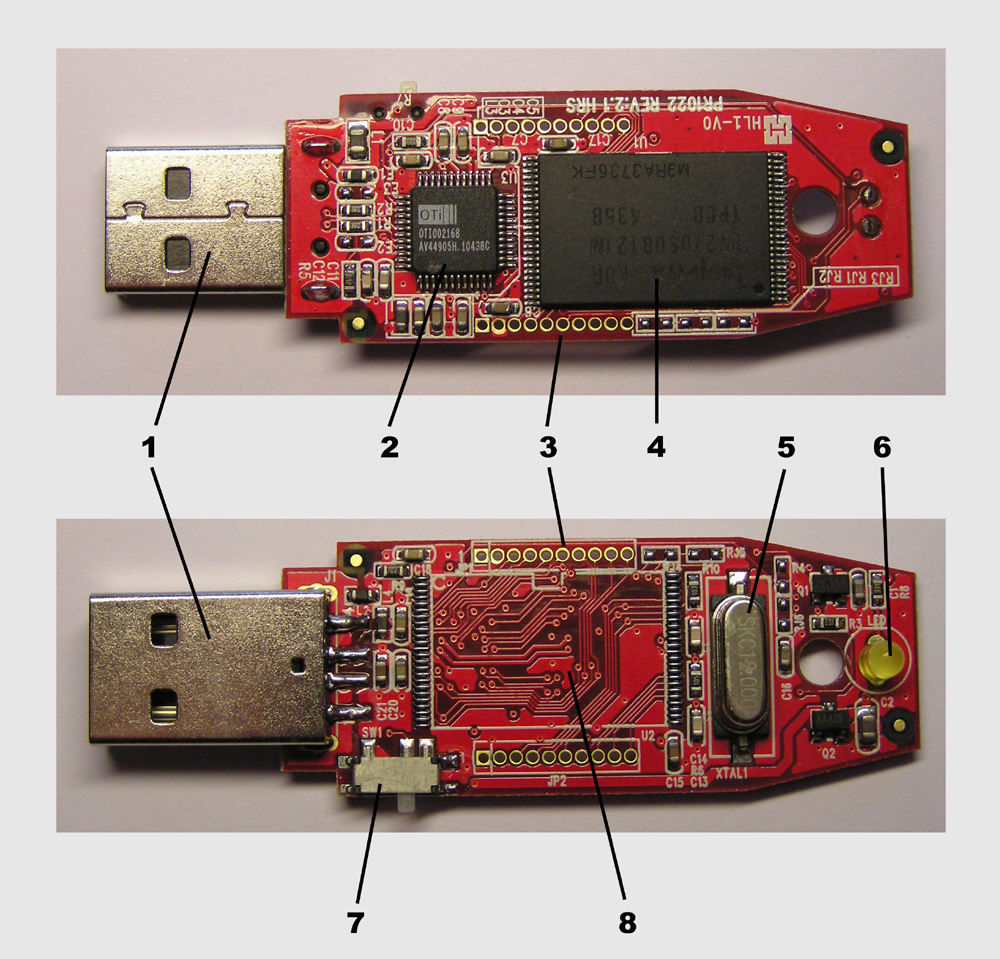
Interne componenten van een USB-stick

2. Controllerchip, tussen de USB en het geheugen
3. Testpunten
4. Flashgeheugenchip
5. Kristaloscillator
6. Led
7. Schakelaar voor schrijfbeveiliging
8. Ruimte voor een tweede flashgeheugenchip

## Opslagcapaciteit
De eerste USB-stick verscheen eind 2000 op de markt en had een capaciteit van 8 MB. In de loop van de tijd werd de hoogst beschikbare capaciteit steeds verdubbeld (16 MB, 32 MB, 64 MB, 128 MB, 256 MB, 512 MB, 1 GB, 2 GB, 4 GB, 8 GB, 16 GB, 32 GB, 64 GB, 128 GB, 256 GB) en bereikte in januari 2013 een capaciteit van 512 GB. Niet veel later was er ook een 1 TB-model. De prijzen variëren van zo'n 5 euro voor een 16GB-model tot 1500 euro voor het 1TB-model. Een ander belangrijk technisch aspect van de USB-stick is de lees- en schrijfsnelheid. De leessnelheid is voor de meeste sticks anderhalf tot twee keer zo groot als de schrijfsnelheid. De eerste sticks haalden een leessnelheid van zo'n 100 kilobyte per seconde. De sticks in 2017 varieerden in leessnelheid van 6 megabyte tot 300 megabyte per seconde voor de varianten met USB 3-aansluiting.
In 2017 introduceerde Kingston de Ultimate GT met 2 TB opslagcapaciteit, destijds nog te koop voor zo'n 1500 euro.

## Programma's
Ook is het mogelijk om applicaties te draaien vanaf een USB-stick. Dat kan - onder Windows - ook op een wijze die geen sporen achterlaat in het register.
Op deze wijze worden op andermans computer geen persoonlijke gegevens achtergelaten. Veelal zijn de betreffende applicaties gratis. Een deel ervan wordt aangeboden via het U3-platform.
Sommige besturingssystemen kunnen een programma van een USB-stick automatisch opstarten, zodra de USB-stick in de computer geplaatst wordt. Dit is een veiligheidsrisico, omdat een virus van op een USB-stick zich op die manier snel kan verspreiden.

## Schijfindeling
De eerste USB-sticks hadden vaak geen partitie (zoals diskettes geen partitie hebben). De formattering was vaak FAT16. Tegenwoordig (in 2008) wordt de USB-stick net zoals een harde schijf ingedeeld met een partitie en de formattering FAT32. Het voordeel van FAT32 is dat deze door verschillende besturingssystemen te lezen en te schrijven is. Het NTFS-systeem is uitgebreider dan FAT32, maar Windows XP laat het niet altijd toe om een kleine USB-stick als NTFS te formatteren en het is niet altijd schrijfbaar voor Apple- en Linux-computers. Tegenwoordig zijn er wel programma's van derden die het mogelijk maken om onder niet-Windowscomputers ook met NTFS te kunnen werken, maar deze zijn dan niet zo snel als met FAT32. Een voorbeeld hiervan is NTFS-3G.

## Veiligheid
Doordat een USB-stick klein is, kan deze gemakkelijk zoekraken. De vinder zou dan alle gegevens kunnen lezen. Daarom zijn er verschillende manieren om de opgeslagen data te beveiligen. Zie ook het artikel databeveiliging.
Manieren van beveiligen:
- Alle data op de USB-stick versleutelen. Elk bestand kan apart versleuteld worden, maar ook kan de USB-stick als geheel als een versleuteld medium gebruikt worden. Die mogelijkheid wordt in verschillende besturingssystemen (in 2006) steeds vaker ingebouwd maar is ook via programma's als FreeOTFE of TrueCrypt beschikbaar.
- De USB-stick met een wachtwoord beveiligen.
- Beveiliging met een code die door middel van schakelaars moet worden ingetoetst.
- Beveiliging met een vingerafdruk.
- Bij sommige sticks verschijnt bij 'deze computer' nog een (nep) medium erbij. Dit bevat dan een programma om de stick te beveiligen met wachtwoord. Ook als de stick geformatteerd wordt, verdwijnt dit niet.
- Beveiliging met Bitlocker (werkt alleen met Windows 7 en hoger)

In augustus 2014 ontdekten onderzoekers dat de controller chip van USB-apparatuur gevoelig is voor herprogrammeren, met name door het eventueel installeren van malware. Deze malware, die niet is te detecteren met standaard antivirussoftware, zou controle over de computer kunnen overnemen, of de gebruiker bespioneren.

## Duurzaamheid
Een USB-stick van goede kwaliteit, die niet vaak wordt gebruikt, zal lang meegaan. Als een USB-stick zeer veel wordt gebruikt dan kan er een defect optreden omdat het Flash-geheugen bijvoorbeeld na 10.000 of 100.000 keer schrijven onbetrouwbaar wordt.

## Mp3-speler

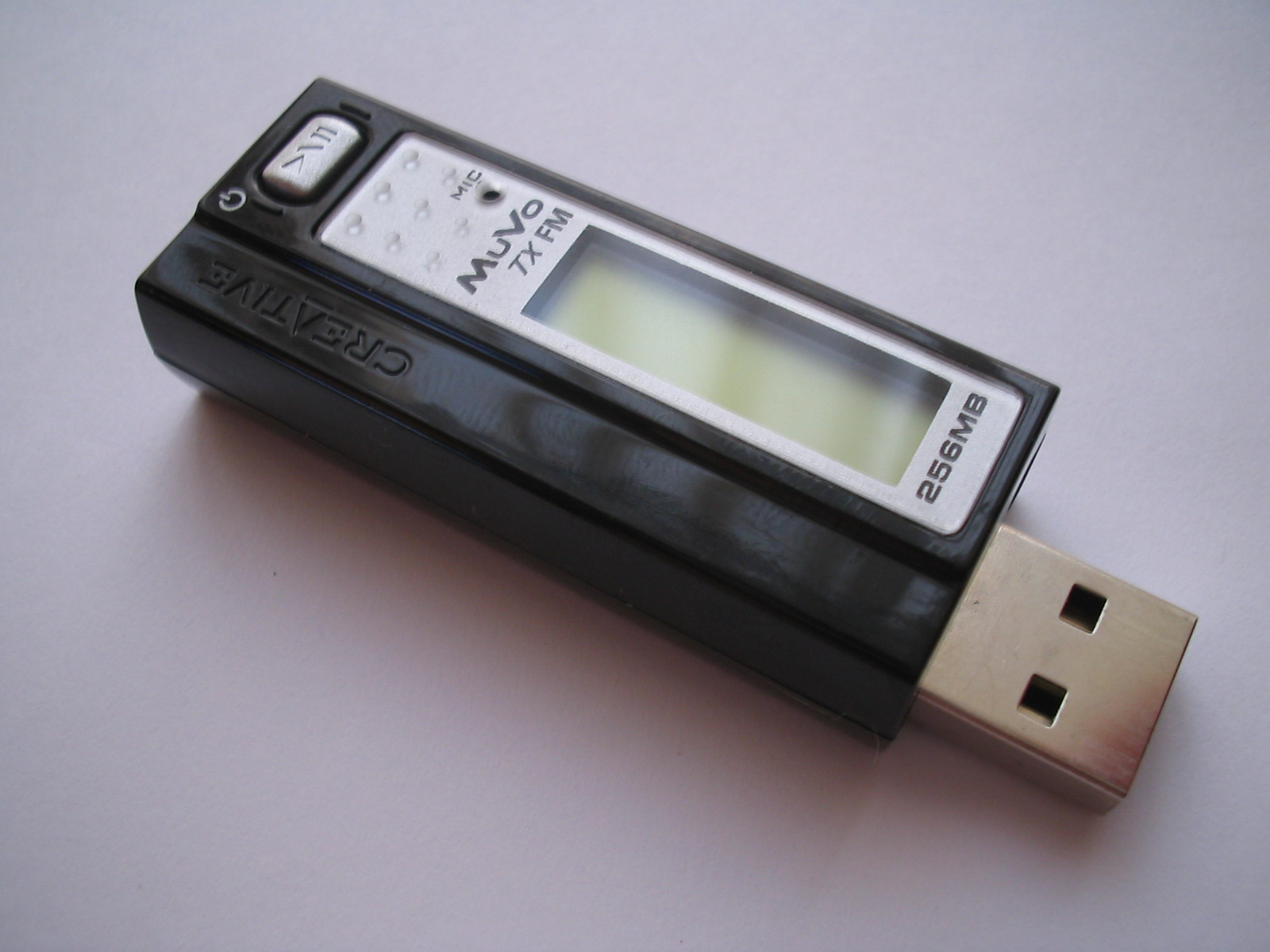
Een USB-stick met geïntegreerde mp3-speler

Een USB-stick kan gecombineerd worden met een mp3- en/of WMA-speler. Hiervoor is wel een batterij nodig. Ook een radio en spraakopname kan toegevoegd zijn.

## Invloed
Door zijn geringe omvang, grotere opslagcapaciteit, gebruiksgemak, betrouwbaarheid en dalende prijzen heeft de USB-stick de diskette, de herschrijfbare cd, en andere draagbare opslagmedia grotendeels vervangen. Doordat geluidsapparatuur van recente datum vaak in staat is om MP3-bestanden van een USB-stick te lezen en af te spelen is ook het cassettebandje bijna geheel verdrongen door de USB-stick.

## Live-USB
Een live-USB is een USB-stick met daarop een live-system, dat is een verwisselbaar opslagmedium met daarop een besturingssysteem waarmee een computer kan worden opgestart.